# Zygophylax curvitheca
Zygophylax curvitheca is een hydroïdpoliep uit de familie Lafoeidae. De poliep komt uit het geslacht Zygophylax. Zygophylax curvitheca werd in 1913 voor het eerst wetenschappelijk beschreven door Stechow. 